# Хард-диск
Хард-диск (енгл. hard disk drive, HDD), познат и као тврди или чврсти диск, врста је секундарне меморије. Подаци се снимају магнетним путем, у концентричним круговима (цилиндрима) на површини тврдих округлих плоча (дискова).
Хард-дискови су се појавили на технолошкој сцени 1956. године, као изум предузећа ИБМ, и након свог изласка на тржиште постали су доминантна технологија за секундарно складиштење података у типичним рачунарским системима током 1960-их. Данас се хард-дискови користе у многим рачунарским системима. Недавне иновације су технологије попут хард-дискова без покретних делова које користе флеш меморију и NAND технологије, полако почињу да потискују магнетске дискове с појединих система као што су преносници. Хард-дискови због непрекидног развоја и усвајања нових технолошких решења још су најпривлачнији као технологија за секундарно складиштење података што се тиче односа следећих својстава: носивости, брзине преноса података и цене.

## Техничка својства
Хард-дискови састоје се од једнe или више кружних плоча затворених у херметичком кућишту. Ове кружне плоче врте се око једне средишње осе уз помоћу електромотора. Плоче су обично направљене од легуре неког метала (гвожђа, алуминијума или неке друге комбинације), док су код неких хард-дискова плоче израђене од стакла. У процесу израде плоче се обично пресвлаче танким слојем неке феромагнетске материје. Читање и записивање података врши се уз помоћ посебне магнетске главе која лебди непосредно изнад магнетског слоја. Код хард-дискова с више плоча, магнетске главе су на свакој плочи и некада с обе стране плоче. Магнетске главе постављају се на посебне носаче који је управљан с посебним механизмом и управљачком јединицом. Подаци који се записују односно читају преко магнетских глава користе разне кодне и модулацијске системе (FM, MFM, MMFM). Предност хард-дискова је да се подаци могу читати:
- у следу, један за другим, или
- ван реда с било које тачке коју магнетска глава може досећи.

Ова особност приступа ван реда, довела је до револуције у обради података на рачунарским системима, јер више није било потребно читати магнетске траке од почетка до места где се налазе подаци, или читати бушене картице које су заузимале много простора и на које није било могуће спремити много података. Ова иновација омогућила је развој нових операционих система, као и развој нових апликацијских програма у којима се подаци могу обрадити у стварном времену.

### Носивост
Носивост хард-дискова условљена је различитим факторима, и мењала се током развоја технологије од своје појаве на тржишту 1956. године. На пример приликом развоја првог хард-диска ИБМ-ови инжињери могли су да развију хард-диск већег капацитета, међутим продајни стручњаци били су уверени да тржиште није способно да прими диск с већим капацитетом. Носивост неког хард-диска одређена је следећим:
- квалитетом магнетске материје којим су пресвучене магнетске плоче и густином магнетске материје
- величином магнетске главе која одређује ширину траке
- технологијом записивања (FM, MFM, MMFM)[1]

С побољшавањем технологије током времена носивост хард-дискова се повећавала у складу са Муровим законом који је приказан на дијаграму. Од појаве хард-диска 1956. године који је тада имао носивост од 5 MB, носивост дискова брзо је расла, мада је требало да прође 51 година (2007) да носивост хард-дискова достигне 1 TB (Тера бајт). За скок од 1 TB до 2 TB је била потребна само једна година.

### Време приступа подацима
Хард-диск је електронско-електрично-механички уређај који има одређена својства која утичу на приступ, односно на складиштење података. Брзина ротације плоча пресвучених магнетским материјама, брзина помицања читачко/писаће магнетске главе с траке на траку, пренос података с магнетске главе с и на магнетску материју, те пренос података према и од рачунара су само део својстава која утичу на време приступа подацима на неком хард-диску. Три основне карактеристике које утичу на пренос података јесу:
- латентност
- време тражења
- брзина преноса података

Многи дизајнери и произвођачи имају своја специфична технолошка решења за наведене карактеристике, мада је много пута краће време приступа подацима ограничено стандардима за међуспој хард-дискова с рачунарским системом, те физичких својстава као брзина ротације хард-диска.

#### Латентност
Код хард-дискова, латентност је време које је потребно да се неки део који носи податке на диску поновно појави испод главе за читање и писање. Латентност неког хард-диска директно је повезана с брзином електромотора који покреће ротацију плочица с магнетским премазом. Ово кашњење функција је брзине окретања плоче и с бржим обртајем плоча, латентност се смањује. Исто тако латентност на хард-диску условљена је геометријом трака које се налазе на хард-дисковима. Због разног броја трака на магнетској плочи латентност на тракама ближе оси окретања биће мања, док латентност према ободима магнетске плоче биће већа. Зато се у литератури обично користи просечна латентност, јер су магнетске плоче релативно мале у радијусу у односу према брзини окретања. Следећа табела садржи просечно време латентности за поједине популарне брзине окретаја које се користи или су се користиле за хард-дискове:
| Брзина обртања | Просечна латентност |
| -------------- | ------------------- |
| 15.000         | 2                   |
| 10.000         | 3                   |
| 7.200          | 4.16                |
| 5.400          | 5.55                |
| 4.800          | 6.25                |

#### Време тражења
Време тражења је време потребно да се дође до неког жељеног блока на хард-диску, тј. од тренутка када се упит послао према хард-диску и време које је потребно хард-диску да дође до жељене минималне честице података која се може записати или прочитати с хард-диска. На време тражења утичу следећи фактори
- брзина ротације диска,
- време да се магнетска глава помери с траке на траку,
- време да се магнетска глава помери на тражени блок,
- начин којим се записују блокови, и
- начин на који се шаље след послова читања и записивања података

На време тражења у знатној мери утиче и место где се магнетска глава налази када се не читају или пишу подаци, или начин на који се шаљу послови да се читају или пишу подаци. На пример, ако хард-диск мирује и не постоје послови преко којих се записују или читају подаци пут магнетске главе сигурно ће бити смањен ако рецимо магнетска глава лебди на средишњој траци уместо да стоји на ободу плоче или близу средишње плоче. Исто тако приликом многоструких читања или писања, извршавање послова (читања и писања) према редоследу на који се ти послови појављују некада није најбоље решен. Многи дизајнери хард-дискова као и оперативних система измислили су алгоритме у којима покушавају да смање нагло помицање магнетских глава од обода до средине у циљу да се смањи време тражења на хард-дисковима.

## Принцип рада
Магнетски диск своје деловање темељи на физичким основама магнетског поља и својствима феромагнетских материјала. При упису података на њега користе се својства тзв. тврдих феромагнетских материја да након што су магнетизоване спољашњим пољем, остану магнетизоване и након што се спољашње магнетско поље уклони.
Хард-диск се састоји од неколико плоча, обично од немагнетских материјала, најчешће алуминијума или стакла. Те плоче су премазане са танким слојем феромагнетског материјала дебљине 10 до 20 nm (као поређење, дебљина обичног копираног папира је између 0,07 mm и 0,18 mm - 70.000-180.000 nm). На тај магнетски материјал се обично још стави премаз угљеника као заштитни слој. За магнетски материјал се данас обично бирају легуре кобалта, док су раније били коришћени оксиди гвожђа, хрома, или слично. Диск се окреће око свог средишта брзином од 3.000 обртаја/мин до 10.000 обртаја/мин, док се тик иза њега налази глава за читање и писање (енгл. read-and-write head), причвршћена на ручку која може да премести главу ближе или даље у односу на средиште диска. На данашњим, модерним дисковима, удаљеност те главе од површине плоче се мери у нанометрима.

### Складиштење и читање података
Подаци се на диск уписују уз помоћ мале спирале која је саставни део главе. Спирала у бираним тренуцима пропушта електричну струју изабраног смера (принцип бинарних бројева, 0 или 1). Магнетска глава састоји се од спирале која је намотана на тврдо феритно језгро. Глава је учвршћена на ручицу коју по диску помера покретач. Уз помоћ њега, глава може да се помера над целим полупречником диска. Магнетска површина плоче у диску је подељена на пуно малих магнетских подручја величине микрометра, а свака од тих површина се користи за чување (кодирање) једног бита информације. До 2005. та подела магнетске површине је била само хоризонтална, али од тада до данас та подела је и вертикална, чиме су добијени хард-дискови већег капацитета (до 2 TB). Због природне кристалне структуре магнетских материјала, те регије на диску се састоје од неколико стотина магнетских честица (једна магнетска честица је величине 10 nm). Протицањем струје кроз спиралу ствара се магнетско поље које се због близине главе протеже и кроз магнетски материјал на површини диска. Како се диск брзо окреће испод главе, сав материјал који прође испод главе се магнетизује у смеру одређеном смером протицања електричне струје. Укључивањем струје у краткотрајним бинарним тренуцима, постиже се на површини диска низ различито магнетизованих подручја једно иза другог, чиме је на диск записан низ података, тј. битова. Подаци се на диску налазе као низ магнетских честица на магнетском слоју диска које су смештене у концентричне кругове.
Читање се на почетку радило користећи чињеницу да када низ различито магнетизованих подручја брзо прође испод спирале магнетске главе, у спирали се индукује електрични напон код сваке промене поља. Индуковани напон и тако добијена струја имају своју јачину, која зависи од јачине магнетског поља, његовог смера, брзине промене магнетског поља испред главе и удаљености главе од диска. Због разлике у индукованом напону на спирали у одређеном тренутку добија се напонски сигнал. Из тог напонског сигнала се може закључити какав је распоред магнетизованих подручја прошао испод ње и тиме се низ битова прочитао. Но, данас се користе друге магнетске појаве, рецимо особине да присутност магнетског поља мења електричну отпорност неког материјала. Код таквих дискова, глава је магнетоотпорна. Приликом проласка читајуће главе преко магнетизоване површине диска, читајућа глава мења свој електрични отпор због промене јачине и смера магнетског поља.
У данашњим хард-дисковима главе за читање и писање су одвојене, за разлику од старих дискова на којима се све обављало уз помоћ једне главе. Читајућа глава је магнетоотпорна, док је пишућа глава танкослојна и индуктивна.
Добра својства магнетског диска јесу велики капацитет, постојаност података и брзи приступ подацима. Негативна својства јесу: осетљивост на прљавштину и електромагнетска поља, као и ограничење максималне густине података. Магнетски диск је посебно осетљив на електромагнетска поља и при руковању треба имати то на уму.

## Историја
Прве хард-дискове је направио IBM 1955. године (IBM 350 Disk File за свој рачунар IBM 305), а изумео их је Рејнолд Џонсон. Укупни капацитет им је био 5 милиона 6-битних карактера (3.75 мегабајта). Имали су 50 дискова пречника 61 cm са 100 површина за снимање. Свака површина је имала по 100 трака. Имали су једну једину главу (уместо једну по површини) па је време приступа било веома дуго.
Нешто касније су произведени и уређаји са променљивим пакетима хард-дискова, али је због недовољне прецизности у позиционирању глава овај систем значајно ограничавао капацитет, те је убрзо и напуштен.
Године 1973. IBM је произвео први потпуно затворени систем (3340 "Winchester"). Ово име („винчестер“) је остало у честој употреби до пред крај 20. века, а још увек се користи у неким језицима (нпр. у руском и украјинском).

### Историјат од 1980. године до данас
- 1980. — први диск од 1 GB, IBM 3380, величине фрижидера, тежак око 250 килограма, и цене око 40.000 долара.
- 1986. — стандардизација SCSI интерфејса
- 1998. — стандардизација UltraDMA/33 и ATAPI приступа
- 2002. — адресирање преко 137 GB простора на диску
- 2003. — увођење  стандарда
- 2005. — први 500 GB хард-диск (Хитачи)
- 2005. — стандардизација
- 2005. — увођење  стандарда (Serial Attached SCSI)
- 2005. — Toshiba уводи вертикално записивање
- 2006. — први диск од 750 GB
- 2007. — први диск од 1.024 GB (1 TB - терабајт) Hitachi[7]
- 2008. — први диск од 1,5 TB (Seagate)
- 2009. — први диск од 2 TB (Western Digital)
- 2010. — први диск од 3 TB (Seagate)

### Будућност хард-дискова
Носивост многих данашњих хард-дискова приближава се 1 TB по квадратном цолу, а развојем разних технологија за магнетске главе, те нових технологија за записивање податка, те испуњавање унутрашњости с инертним гасовима и још неким другим иновацијама омогућене су густине записивања и до 4 TB по квадратном цолу магнетског медија.

## Логичка структура
Хард-диск је подељен на логичке делове: Master boot record, остатак трага 0 (Remain of track 0), Boot Record (садржи информације и датотеке потребне за подизање оперативног система), FAT1 и FAT2 (садрже таблице датотека и њихову локацију унутар партиције), Boot directory (бележи структуру директоријума на партицији), и највећим делом DATA, у ком су сачувани подаци.

## Организација података
- Подаци се снимају на једну или обе површине сваке плоче (диска), у концентричним круговима. Један такав круг (на једној површини) се назива стаза, траг или трака.
- Скуп свих стаза једнаке удаљености од центра ротације (па тим и пречника) се назива „цилиндар“.
- Подаци нису континуални већ је свака стаза угаоно подељена у више блокова који се називају „секторима“. Уобичајена дужина сектора је 512 бајтова, не рачунајући додатне податке за позиционирање и контролу и корекцију грешака.
- Ради релативног одржања густине података преко целе површине дискова, спољни цилиндри могу имати више сектора него унутрашњи. Скуп суседних цилиндара са једнаким бројем сектора се назива „зона“.

## Врсте хард-дискова
Постоје екстерни (спољни) и интерни (унутрашњи) хард-дискови. Екстерни су великог капацитета (и до неколико терабајта), али зато могу бити велики као кућиште рачунара. Интерни хард-дискови знатно су мањих димензија, али зато располажу и мањим капацитетима. Постоје магнетски интерни хард-дискови (најчешћи 99,99% корисника) и флеш (енгл. Flash) интерни хард-дискови, који се одликују великом брзином уписа/исписа података, али су знатно скупљи. Флеш меморија се првенствено користи за мале капацитете и користи се за меморијске картице.

## Повезивање хард-диска са рачунаром
Постоји јако много начина повезивања хард-диска и рачунара (тачније матичне плоче), а најчешћи су: ATA (ATA33, ATA100, ATA133), UDMA, PIO, IDE, S-ATA, S-ATA2, S-ATA3. Тренутно најбржи од поменутих је S-ATA3 који се одликује јако великом брзином преноса података. Стандард повезивања за екстерне хард-дискове је E-SATA.

## Стандардне величине хард-дискова
| Образац   | Стање         | Дужина | Ширина | Висина                      | Запремина     | Број плоча (макс) | Запремина По плочи |  |
| --------- | ------------- | ------ | ------ | --------------------------- | ------------- | ----------------- | ------------------ |  |
| 3.5-цола  | Садашњи       | 146    | 101.6  | 19 или 25.4                 | 8 (2014)      | 5 или 7           |                    |  |
| 2.5-цола  | Садашњи       | 100    | 69.85  | 5, 7, 9.5, 12.5, 15, или 19 | 2             | 4                 | 667                |  |
| 1.8-цола  | Садашњи       | 78.5   | 54     | 5 или 8                     | 320 GB (2009) | 2                 | 220                |  |
| 8-цола    | Не користи се | 362    | 241.3  | 117.5                       |               |                   |                    |  |
| 5.25-цола | Не користи се | 203    | 146    | 82.6                        | 47 (1998)     | 14                | 3.36               |  |
| 5.25-цола | Не користи се | 203    | 146    | 41.4                        | 19.3 (1998)   | 4                 | 4.83               |  |
| 1.3-цола  | Не користи се |        | 43     |                             | 40 (2007)     | 1                 | 40                 |  |
| 1-цола () | Не користи се |        | 42     |                             | 20 (2006)     | 1                 | 20                 |  |
| 0.85-цола | Не користи се | 32     | 24     | 5                           | 8 (2004)      | 1                 | 8                  |  |

## Међусклопови

### 
Име ST506 има историјско значење, наиме фирма Seagate је 1980. године увела тај међусклоп PATAса својим хард-дисковима од 5 мегабајта, и прецизно је дефинисала сучеље према контролеру. Годину дана касније појавио се нови модел, ST412 и дискови од 10 мегабајта. ИБМ је прихватио идеју, и то сучеље данас знано под именом ST412/506.
Због ограничене брзине преноса података (за MFM 5 мегабита/s, за RLL 7,5 мегабита/s), постоји могућности прикључивања само два диска у једном рачунару, те је сучеље ускоро напуштено.
ESDI је сучеље фирме Maxtor настало 1983. године, које омогућава максималну брзину од 24 мегабита у секунди. Такође, на тај начин је било могуће спојити седам дискова у једном рачунару, али сучеље баш и није заживјело.
- - скраћеница за intelligent drive electronics, донео је нова повећања брзина преноса, али за само два диска у рачунару.
- -  или побољшани IDE, 4 диска + повећане брзине преноса података
- - паралелни
- - серијски

- доноси од почетка 7 дискова у рачунару, касније новим стандардима (SCSI II, Fast SCSI и Wide SCSI) и 15 SCSI јединица у рачунару

SCSI није сучеље ограничено само на хард-дискове/оптичке погоне као ST412/506, ESDI и IDE/EIDE, већ је на SCSI такође могуће прикључити и спољашње јединице попут пресликача (скенера).

## Нобелова награда
Алберт Ферт и Петер Гринберг добили су Нобелову награду за физику 2007. године за своје откриће дивовског магнетоотпора (GMR) - засебно су дошли до тог открића 1988. године. Ова се технологија данас користи у свим хард-дисковима.